# Beverly Hanson
Beverly Hanson, född 5 december 1924 i Fargo i North Dakota, död 12 april 2014, var en amerikansk golfspelare som hade sina största framgångar på 1950-talet.
Hanson vann 16 individuella tävlingar på den amerikanska LPGA-touren inklusive segrar i de tre majortävlingarna LPGA Championship 1955, Womens Western Open 1956 och Titleholders Championship 1958. Segern i LPGA Championship innebar att hon blev den första vinnaren i tävlingens historia. 1958 vann hon penningligan på LPGA-touren.

## Meriter

### Majorsegrar
- 1955 LPGA Championship
- 1956 Womens Western Open
- 1958 Titleholders Championship

### LPGA-segrar
- 1951 Eastern Open
- 1954 Wichita Open, St. Petersburg Open
- 1955 Battle Creek Open
- 1956 Eastern Open, Hot Springs Invitational (med Kathy Cornelius)
- 1957 LPGA Smokey Open, Land of Sky Open
- 1958 Lawton Open
- 1959 Golden Triangle Festival, American Women's Open, Spokane Open, Links Invitation Open
- 1960 St. Petersburg Open

| Majorsegrare genom tiderna                                                                                      |             |                |               |               |
| 100 olika spelare har vunnit i damernas majortävlingar. Beverly Hanson var den 18:e spelaren som vann en major. |             |                |               |               |
| 1:a | 17:e        | 18:e           | 19:e          | 100:e         |
| Mrs. Lee Mida                                                                                                   | Fay Crocker | Beverly Hanson | Marlene Hagge | Paula Creamer |
| Lista över golfens majorsegrare                                                                                 |             |                |               |               |